# Slepička a kohoutek
Slepička a kohoutek (Dva ptáci) je sousoší v již nefunkční kašně u středu nádvoří areálu základní školy v Pařížské ulici 2249 v Kladně (dříve také 13. ZŠ Kladno).

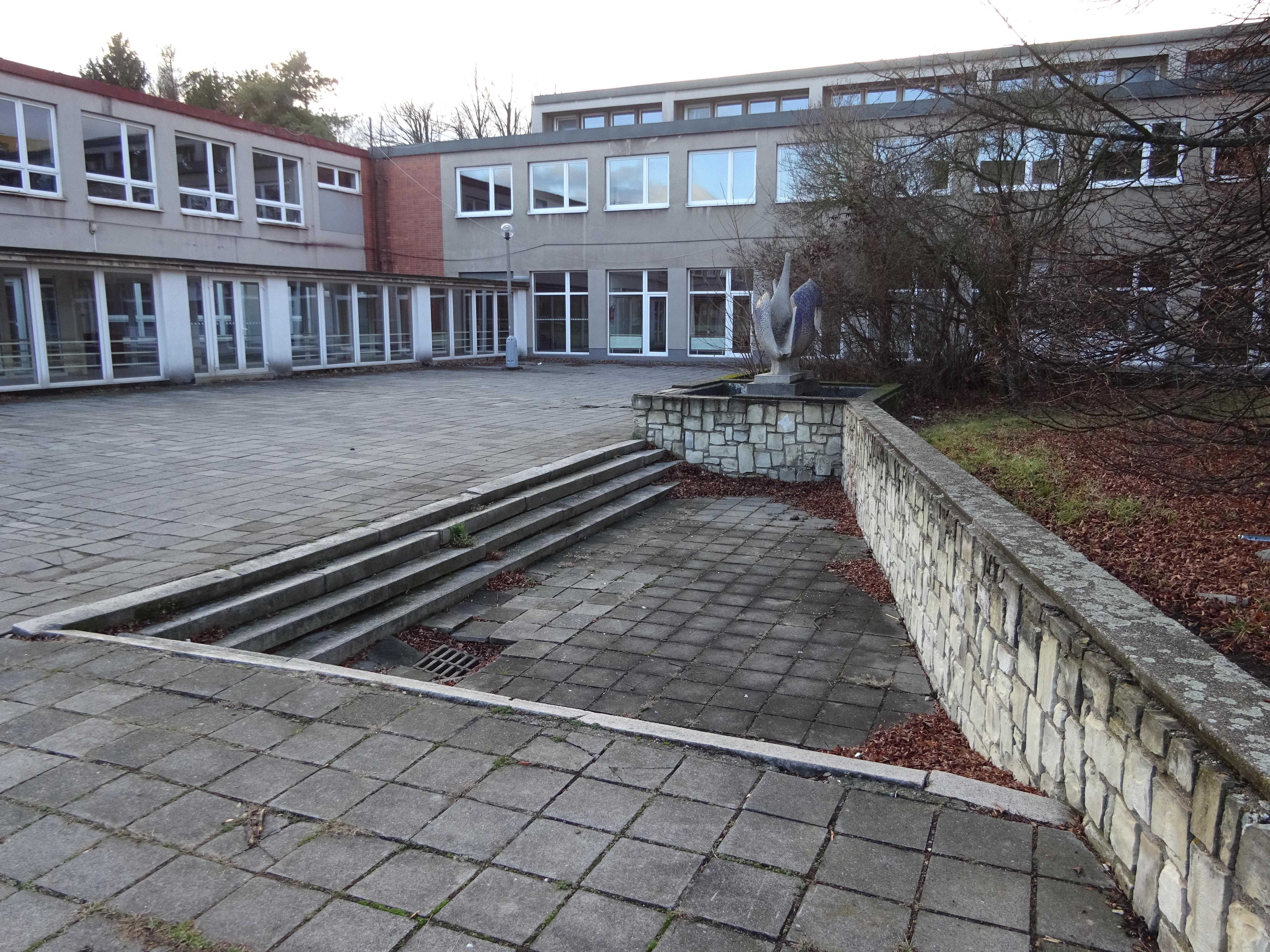
Nádvoří školy s kašnou

Sousoší od Heleny Trubáčkové-Zenklové z roku 1965 zobrazující slepičku a kohoutka, je vytvořené z betonu a pokryté keramickou mozaikou ze čtverečků v odstínech modré barvy, mozaikou je také vyplněný prostor čtyřhranné kašny. Vnější zídky kašny, obdobně jako zídky květníků v celém nádvoří školy jsou vyzděné opukovými kameny.
Obdobné keramické mozaiky bývaly v Kladně také na dalších místech: např. na fasádě panelového domu v Mostecké ulici č.p. 3178–3186; mozaikou je obložena základní škola v Ukrajinské ulici (dříve 14. ZŠ), na ní je také pamětní deska upozorňující na keramickou fasádu a architekturu této významné památky města.